# نهر جراحي
نهر جراحي هو أحد أنهار إيران ويجري في محافظة محافظة خوزستان. مصدر هذا النهر جبال محافظة كهكیلویه وبویر أحمد ويمر في طريقه للخليج العربي من مدن كهكيلويه،بهبهان، رامز، معشور، الفلاحية والمحمرة.